# Santa Maria di Leuca
Santa Maria di Leuca, parfois simplement appelée Leuca (du grec : Λευκά, de Leukos qui signifie « blanc »), est une frazione de la commune de Castrignano del Capo, dans la province de Lecce (région de Pouilles), dans le Sud de l’Italie.

## Description
Plus précisément, on entend par Santa Maria di Leuca la zone située au-dessus du promontoire sur lequel se trouve la basilique, tandis que la Marina di Leuca est située en contrebas.
La basilique Santa Maria de finibus terrae (en français « fin de la terre ») est construite à l'emplacement où, selon la tradition, saint Pierre en voyage pour Rome mit le pied pour la première fois sur le sol italien. Elle se trouve sur l'ancien site d'un temple romain dédié à Minerve. L'édifice a été détruit et reconstruit sur le même emplacement à de multiples reprises, à la suite de nombreux assauts de pirates turcs et sarrasins. L'église actuelle, consacrée en 1755, a une structure fortifiée et a été élevée au rang de basilique mineure à l'occasion de la visite du pape Jean-Paul II en 1990.

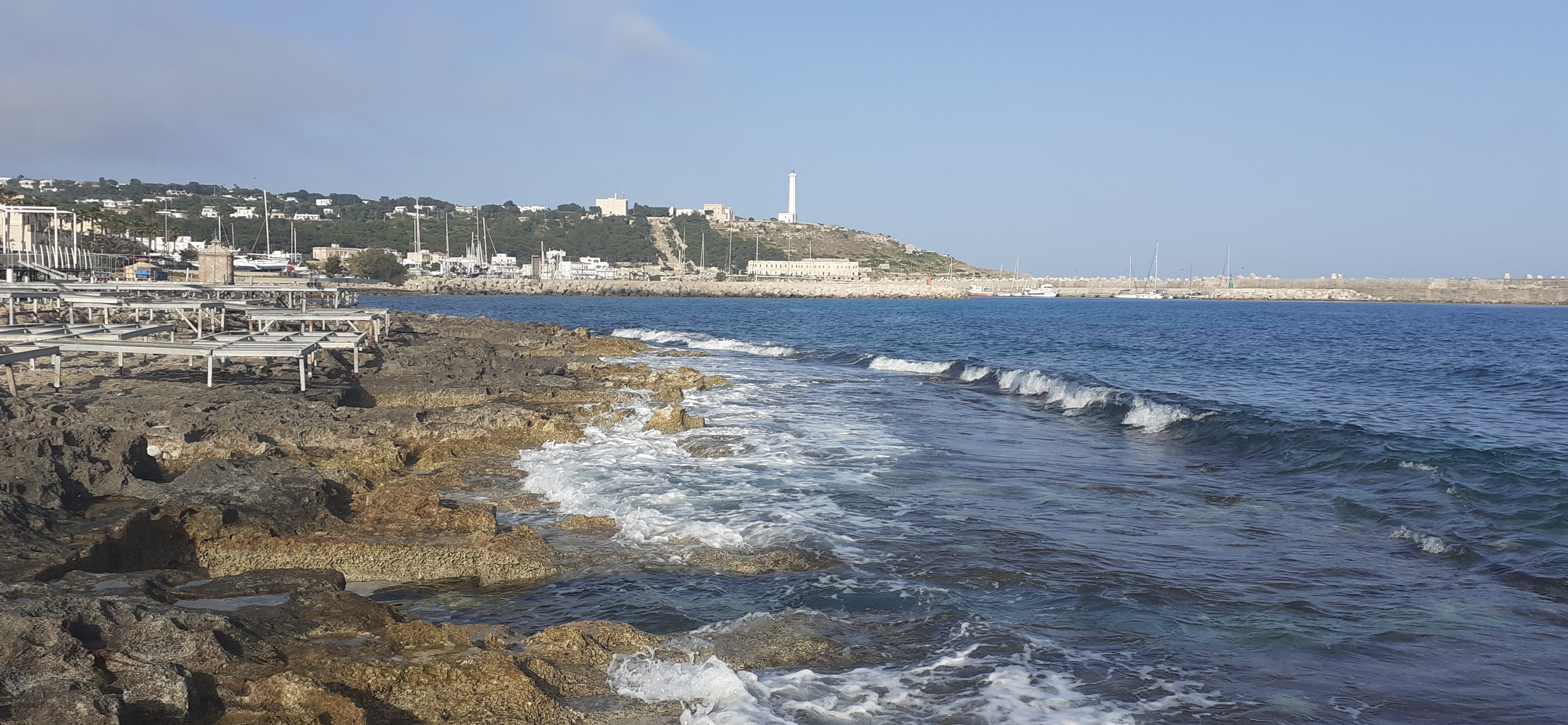
Vue de Santa Maria di Leuca au pied de la basilique Santa Maria de finibus terrae et du phare

Santa Maria di Leuca est également célèbre pour son phare situé à côté de la basilique. Il mesure 47 mètres de haut et est positionné à 102 mètres au-dessus du niveau de la mer. C’est le deuxième plus important phare d’Italie, après celui de Gênes, Lanterna de Gênes.
Sur le même site, une colonne corinthienne a été érigée en 1939 pour célébrer la construction de l'aqueduc des Pouilles (Acquedotto Pugliese). La basilique est reliée au port situé en contrebas par un escalier de 284 marches.
Le promontoire de Punta Meliso (anciennement Promontorium lapygium ou encore Promontorium Sallentinum) est considéré comme le point le plus au sud géographiquement du « talon » de la péninsule italienne, ainsi que le point de rencontre des eaux de la mer Adriatique et de la mer Ionienne. Mais Leuca est une baie, il y a donc un autre promontoire appelé Punta Ristola qui conteste cette particularité géographique. Selon Google Earth, Punta Ristola, (39 ° 47 ’22, 96" N), se trouve à environ 440 mètres au sud de Punta Meliso (39 ° 47’ 37,73" N).
Au début de la Première Guerre mondiale, le contre-amiral français Sénès sombre volontairement à bord du croiseur cuirassé Léon-Gambetta torpillé dans le canal d'Otrante par un sous-marin autrichien U-5 dans la nuit du 26 au 27 avril 1915 alors qu'il patrouillait vers Santa Maria di Leuca.

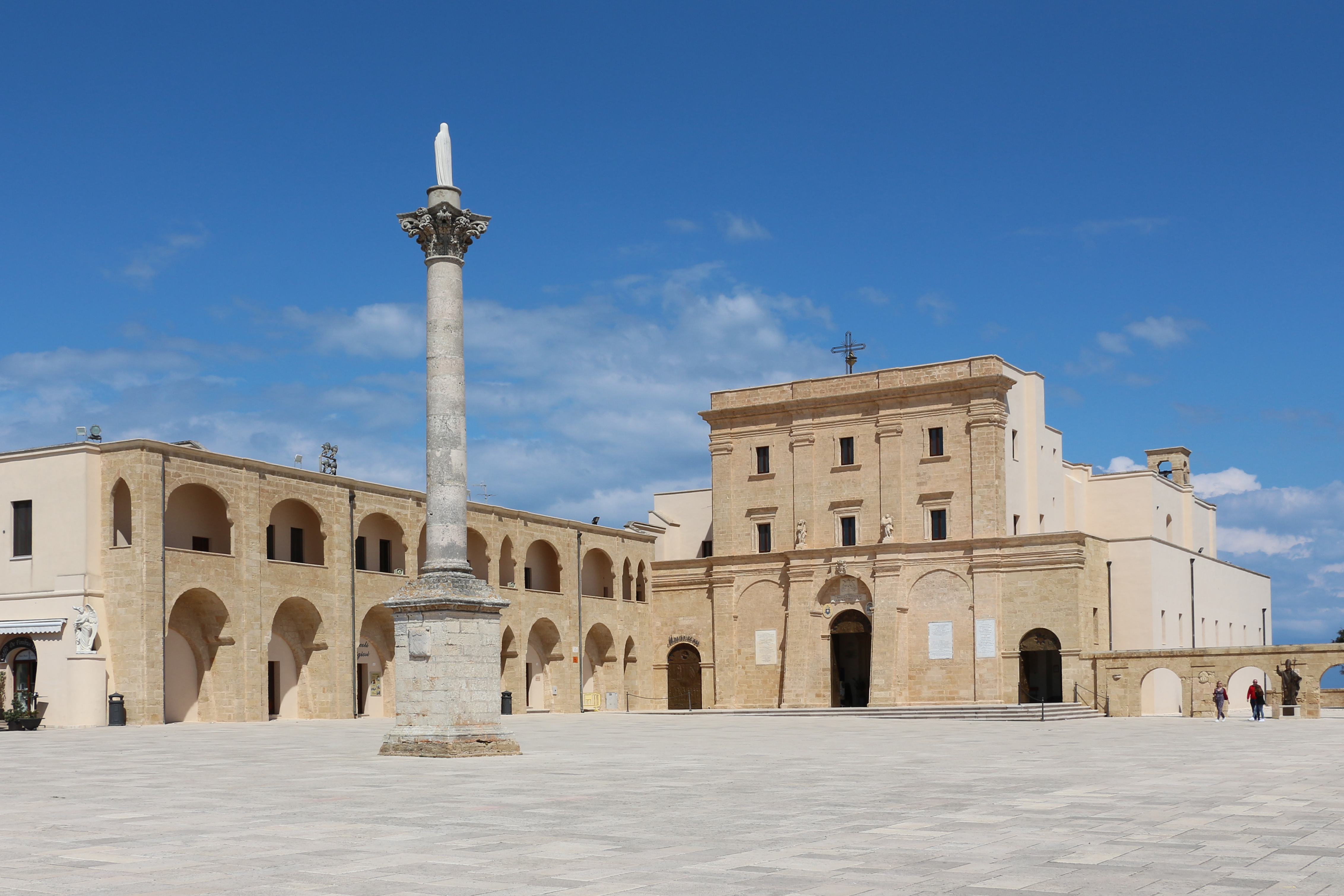
Basilique Santa Maria de finibus terrae

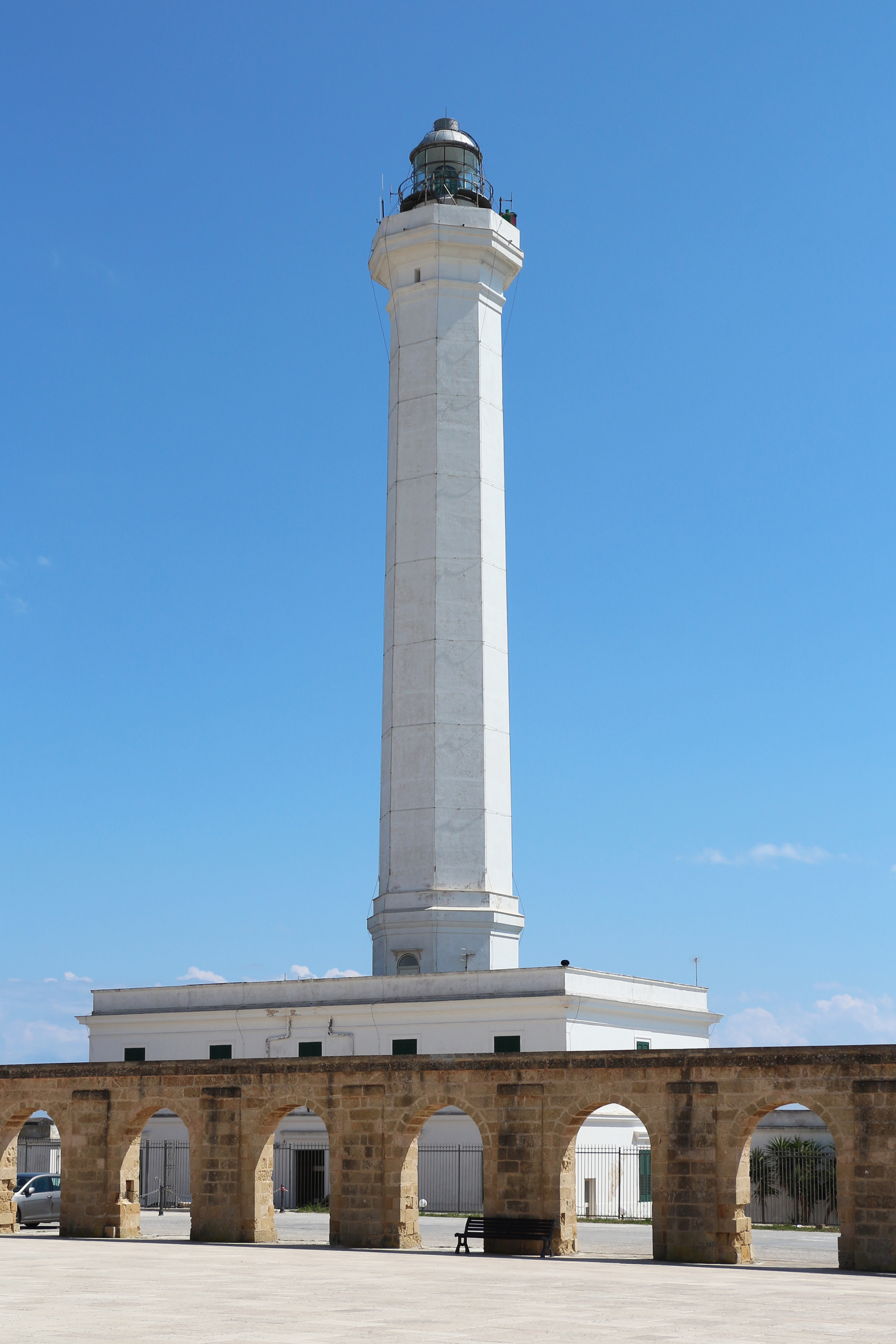
Phare de Santa Maria di Leuca

Après la Seconde Guerre mondiale, la ville a accueilli des survivants juifs de l'Holocauste pendant deux ans (de 1946 à 1948), leur offrant une hospitalité chaleureuse.
Depuis octobre 2006, son territoire fait partie du parc régional Costa Otranto - Santa Maria di Leuca et Bosco di Tricase. Le littoral de Santa Maria di Leuca est marqué par de nombreuses grottes aux inscriptions latines et grecques. Les villas patriciennes du XIXe siècle (environ 43) sont également célèbres.
Non loin de Punta Ristola, à 85 mètres de profondeur, se trouve le naufrage du sous-marin Pietro Micca de la marine royale italienne, coulé pendant la Seconde Guerre mondiale avec son équipage de cinquante-huit hommes à son bord.
Une partie de la ville a auparavant appartenu à la commune de Gagliano del Capo.

## Légendes
Des vestiges préhistoriques ont été trouvés dans quelque soixante-six grottes de la côte de Leuca, comme Grotta Porcinara ou encore Grotta del Diavolo.
Selon Luigi Tasselli (du XVIIe siècle), la ville tire son nom de Leucasia, une sirène blanche (du grec ancien λευκός, blanc, brillant) qui a conquis les marins et les agriculteurs par sa voix charmante.
En 1992, l'écrivain et poète Salento Carlo Stasi a créé une histoire d'après la sirène Leucasia en imaginant qu'elle était tombée amoureuse d'un beau messapien, le berger Melìsso, qui l'a rejetée parce qu'il était amoureux d'Aristula. La sirène se vengea en écrasant les deux amants avec les vagues déchaînées par ses deux queues et leurs corps furent pétrifiés par la déesse Minerve dans les deux points que l'on appelle aujourd'hui Punta Rístola (du nom d’Aristula) et Punta Mèliso (de Melisso). Leucasia perdit sa voix peu de temps après, alors elle se suicida et ses os pétrifiés seraient les actuelles falaises blanches de Leuca.
Santa Maria di Leuca a été fondée en fait au début du Ier siècle par des moines, après le passage de saint Pierre. Une croix a d’ailleurs été construite en son honneur et après quelques restructurations, elle est toujours là. Selon une autre légende, la Vierge Marie aurait sauvé quelques bateaux d'une tempête, et son nom a été ajouté à celui de Leuca.